# Småtrollen och den stora översvämningen
Småtrollen och den stora översvämningen är den första boken av den finlandssvenska författaren Tove Jansson i serien om Mumintrollen. Den gavs första gången ut av Schildts förlag 1945, och nyutgåvor kom 1991,  2005 och 2025.
Förstaupplagan är mycket eftertraktad bland samlare. Jansson själv har sagt att hon inte var särskilt nöjd med boken. I inledningen till nyutgåvan från 1991 skriver hon att hon ville att "Mumintrollen" skulle finnas med i titeln men att bokförlaget inte var ense om detta och menade att "Småtrollen" skulle vara mer lättförståeligt för barnen - "mumintroll" var ju, trots allt, något helt nytt.
I Småtrollen och den stora översvämningen består huvudpersonerna av Mumintrollet, Muminmamman, Muminpappan, Det lilla djuret (i de efterföljande böckerna känd som Sniff) och Tulippa men även andra mystiska varelser som hattifnattarna, myrlejon, sjötroll och en marabuliknande fågel kallad Marabuherrn presenteras.

## Handling
Det är i slutet av augusti och Muminpappan är försvunnen under sitt sökande efter ett hus där Muminfamiljen ska bo under vintern. Muminmamman och Mumintrollet beger sig ut för att leta efter pappan samtidigt som en stor och dramatisk översvämning sker. På vägen stöter mamman och sonen på Det lilla djuret och Tulippa som hjälper dem i sökandet, men också mindre vänliga figurer som en stor orm och ett myrlejon. I Hattifnattarnas båt tar de sig till ett ställe där en rödhårig pojke bor helt ensam och som Tulippa bestämmer sig för att flytta in hos. När allt ser som mörkast ut får de hjälp av den storkliknande fågeln Marabuherrn som låter dem sitta på hans rygg medan han flyger högt över träden där de slutligen hittar Muminpappan sittande på en gren. Medan hela Muminfamiljen och Det lilla djuret går vidare berättar pappan att han hittat det perfekta huset för dem, vilket de snart får se ha flutit i land i en dal de kommit fram till. Där bestämmer de sig för att bo i resten av sina liv.
Till skillnad från senare muminböcker utspelar sig inte boken i skärgårdsmiljö, utan i ett exotiskt landskap. Många har föreslagit att boken är en allegori över den finska vardagen under andra världskriget då papporna var ute i krig och familjerna fick klara den krävande och stundtals skrämmande vardagen själva.[källa behövs]

## Figurer som presenteras i boken
- Mumintrollet
- Muminmamman
- Muminpappan
- Det lilla djuret (Sniff)
- Hattifnattar
- Hemuler
- Tulippa
- Myrlejon
- Sjötroll
- Marabuherre